# Cirrhochrista perbrunnealis
Cirrhochrista perbrunnealis is een vlinder uit de familie van de grasmotten (Crambidae). De wetenschappelijke naam van deze soort is voor het eerst gepubliceerd in 1910 door Thomas Bainbrigge Fletcher.
De soort komt voor op de eilanden Mahé, Praslin, La Digue, Silhouette, Curieuse en Sainte-Anne van de Seychellen.